# Набор от инструкции
 Тази статия е за архитектурата на процесора.  За стандарта за шина вижте Industry Standard Architecture, ISA.  
Набор от инструкции е наборът от основни инструкции, предназначени за процесора. Тя е компонента на микроархитектурата.
Архитектура на набор от инструкции (на английски: instruction set architecture, ISA) е частта от микроархитектурата, свързана с програмируемата част на основните функционални блокове (ядрото) на микропроцесора. На това ниво на проектиране се определят инструкциите от ниско ниво, свързани с това как да бъдат реализирани:
- архитектурата на паметта,
- взаимодействието с периферните устройства,
- методите на адресация на паметта,
- регистрите на процесора,
- машинните команди,
- различните типове вътрешни данни (например, с плаваща запетая, цяло число и др.),
- обработката на прекъсванията и извънредните състояния.

## История
Исторически първите два подхода са намален брой инструкции за изчисление или РИСК архитектура (на английски: reduced, RISC) и набор от сложни инструкции за изчисления или ЦИСК архитектура (на английски: complex, CISC), като предимствата на всеки са обширно дискутирани.

### CISC
В ранната история на развитието на компютрите няма компилатори и програмите е трябвало да бъдат писани на ръка, като инструкциите следват една след друга. С нарастването на броя на инструкциите и с усложняването им, както и на броя на комбинациите с тях (например извършване на цикъл) се получава така, че хардуерът се използва неефективно поради големия набор от инструкции и голямата им дължина. Затова CISC архитектурата е по-рядко използвана в днешно време.
Примери за CISC архитектури са Motorola 68k и Intel x86.

### RISC
RISC е създадена в края на 1970-те от IBM, след като се установява, че повечето програми не използват пълноценно възможностите за адресиране. Като се намали броя на начините на адресиране и като се раздробят инструкциите с много цикли на много на брой инструкции с един цикъл се реализират следните предимства:
- по-лесно се пише и оптимизира компилатор
- програмите с прости операции се изпълняват по-ефективно
- може да се увеличи тактовата честота, защото минималното време за цикъл се определя от най-дълго изпълняваната инструкция

Примери за RISC архитектури са PowerPC, ARM, MIPS и SPARC.